# Vinalopó Mitjà
Vinalopó Mitjà Spanyolországban, Valencia Alicante tartományában található comarca. Vinalopó Mitjà Alacantí, Hoya de Alcoy, Alto Vinalopó, El Baix Segura / La Vega Baja és Baix Vinalopó comarcákkal határos. Lakosainak száma 174 234 fő (2024).

## Önkormányzatai
- Algueña
- Aspe
- Elda
- Hondón de las Nieves
- Hondón de los Frailes
- Monforte del Cid
- Monóvar
- Novelda
- Petrer
- Pinoso
- La Romana